# Wilmer Cabrera
Wilmer Cabrera Linares (Barranquilla, 1967. szeptember 15. –), kolumbiai válogatott labdarúgó, edző.
A kolumbiai válogatott tagjaként részt vett az 1990-es és az 1998-as világbajnokságon, az 1989-es, az 1991-es, az 1995-ös és az 1997-es Copa Américán.

## Sikerei, díjai
América de Cali
- Kolumbiai bajnok (3): 1990, 1992, 1997

Kolumbia
- Copa América bronzérmes (1): 1995